# Sagas
Sagas — второй студийный альбом немецкой фолк-метал-группы Equilibrium, выпущенный 27 июня 2008 году.

## Список композиций
| №   | Название                                                              | Перевод (с немецкого)    | Длительность |
| --- | --------------------------------------------------------------------- | ------------------------ | ------------ |
| 1.  | «Prolog auf Erden»                                                    | Prologue on Earth        | 3:39         |
| 2.  | «Wurzelbert»                                                          | Hermit                   | 4:59         |
| 3.  | «Blut im Auge»                                                        | Blood in the Eye         | 4:45         |
| 4.  | «Unbesiegt»                                                           | Undefeated               | 6:19         |
| 5.  | «Verrat»                                                              | Betrayal                 | 6:05         |
| 6.  | «Snüffel»                                                             | Snuff (Austro-Bavarian)  | 5:45         |
| 7.  | «Heimwärts» (Music by Berthiaume, Stang, Andreas Völkl, Sandra Völkl) | Homeward                 | 2:34         |
| 8.  | «Heiderauche» (instrumental)                                          | Heath Smoke              | 2:31         |
| 9.  | «Die Weide und der Fluß»                                              | The Willow and the River | 7:21         |
| 10. | «Des Sängers Fluch»                                                   | The Bard's Curse         | 8:05         |
| 11. | «Ruf in den Wind»                                                     | Call Into the Wind       | 4:54         |
| 12. | «Dämmerung»                                                           | Twilight                 | 5:55         |
| 13. | «Mana» (instrumental)                                                 |                          | 16:23        |

## Участники записи
- Helge Stang − вокал, тексты
- René Berthiaume − гитара, музыка
- Andreas Völkl − гитара
- Sandra Völkl − бас-гитара
- Manuel DiCamillo − ударные

Приглашённые музыканты
- Kurt Angerpower — гитара
- Ulrich Herkenhoff — флейта пана
- Muki Seiler — аккордеон
- Agnes Malich — скрипка
- Gaby Koss — вокал
- Jörg Sieber
- Toni González (вокалист Karlahan)
- Karlahan crew